# Cegléd
Cegléd é uma cidade da Hungria, situada no condado de Peste. Tem 244,87 km² de área e sua população em 2019 foi estimada em 35.523 habitantes.